# Interview (časopis)
Interview je americký časopis, který v roce 1969 založil výtvarník Andy Warhol spolu s novinářem Johnem Wilcockem. Obsahuje rozhovory mezi různými veřejnými osobnostmi – celebritami, umělci, hudebníky a dalšími. Například hudebník Thom Yorke vedl rozhovor s hercem Benedictem Cumberbatchem a herec Willem Dafoe s hudebníkem Johnem Calem.
V letech 1989 až 2008 byla editorkou časopisu novinářka Ingrid Sischy. Počínaje rokem 2008 jej editovali Fabien Baron a Glenn O'Brien. V roce 2018 bylo oznámeno ukončení vydávání časopisu v tištěné i elektronické podobě. Časopis přestal vycházet a jeho vydatel zkrachoval, v rámci insolvence ho odkoupili noví majitelé a od září 2018 opět vychází.